# The Upper Cuts
The Upper Cuts est une compilation de musique house signée par Alan Braxe. En juin 2005, il édite cette compilation sur son label Vulture & Play It Again Sam (PIAS). La pochette a été réalisée par Death Squad, c'est-à-dire Xavier de Rosnay (moitié du groupe Justice) et Bertrand Lagros de Langeron, connu également sous le nom de So Me.

## Liste des morceaux
1. Alan Braxe & Fred Falke - "Most Wanted" - 6:34
2. The Paradise - "In Love With You" - 4:14
3. Stardust - "Music Sounds Better with You" - 6:47
4. Alan Braxe & Fred Falke - "Intro" - 4:55
5. Shakedown - "At Night (Alan Braxe Remix)" - 6:33
6. Alan Braxe & Fred Falke - "Love Lost" - 5:52
7. Alan Braxe & Fred Falke - "Palladium" - 6:14
8. Alan Braxe & Fred Falke - "Arena" - 3:35
9. Alan Braxe & Fred Falke - "Rubicon" - 6:16
10. Alan Braxe & Fred Falke - "Penthouse Serenade" - 4:04
11. Rec - "Link ‘n’ Rings" - 4:10
12. Alan Braxe - "Vertigo" - 7:02